# Schloßplatz (Stoccarda)
La Schlossplatz è la piazza più grande del Mitte di Stoccarda e ospita il Neuen Schloss, che fu costruito tra il 1746 e il 1807. Dalla sua costruzione fino alla metà del 1800 fu utilizzato come campo per le parata militare e non era aperto al pubblico. Si trova accanto ad altre due piazze di Stoccarda: Karlsplatz a sud e Schillerplatz a sud ovest. La piazza viene attraversata da nord a sud dalla via Königstraße. Il palazzo e il parco annesso della Neues Schloss sono di proprietà pubblica dal 1918.

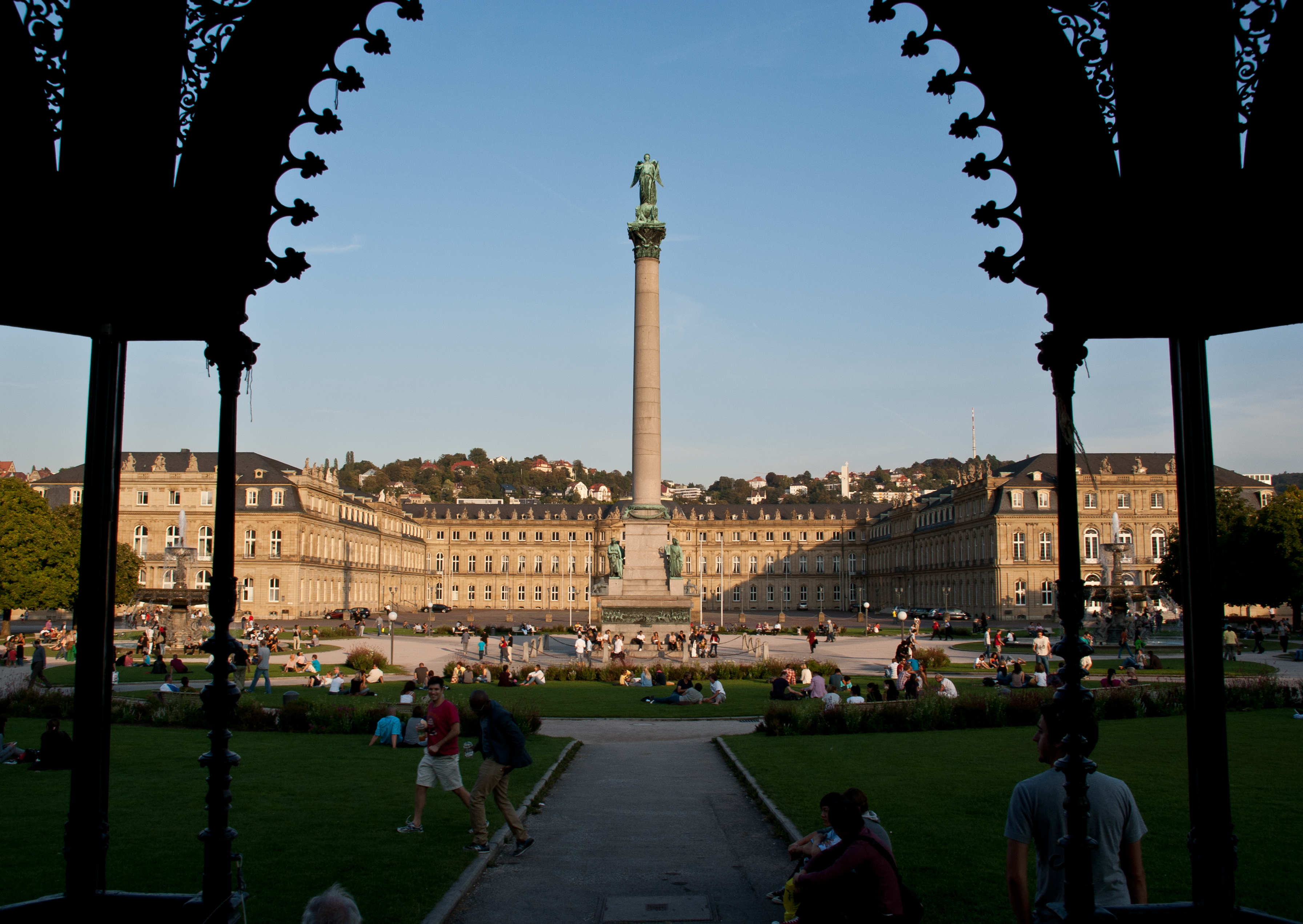
Vista della piazza

Insieme a gran parte del Stuttgart Mitte, la Neues Schloss fu gravemente danneggiata durante i bombardamenti alleati della seconda guerra mondiale e l'edificio fu restaurato tra il 1958 e il 1964, ospitando al suo interno i ministeri della Cultura e del Tesoro per il governatorato del Baden-Württemberg.
Fino agli anni '60, la Königstraße, che tagliava in due la piazza, era utilizzata per il traffico veicolare. Successivamente alla realizzazione della metropolitana di Stoccarda, sono stati costruiti tunnel per reindirizzare il traffico lontano dalla piazza e da Königstraße.
L'intera piazza è stata completamente restaurata per l'ultima volta nel 1977 per celebrare la messa in scena del Bundesgartenschau a Stoccarda. I prati e le aiuole sono stati rinnovati nel 2006 a seguito delle finali della Coppa del Mondo di calcio 2006.